# 現川町
現川町（うつつがわまち）は長崎市東部に位置する現川川両岸の農業地域の町である。郵便番号は851-0135。

## 地理
北東は長崎市平間町、南は田中町、西は三川町と三ッ山町に接する。

## 歴史

### 沿革
- 1889年4月1日 - 町村制が施行され、西彼杵郡矢上村が発足。当地は、現川名と呼ばれた。
- 1955年2月11日 - 西彼杵郡矢上村」・「北高来郡古賀村」・「北高来郡戸石村」が新設合併し、西彼杵郡東長崎町現川名となる。
- 1963年4月20日 - 長崎市に編入され、長崎市現川名となる。
- 1971年 - 長崎市現川町となる。

### 名前の由来
- 現川とは細長い地形を流れる川を意味するとも言われる。

## 世帯数と人口
2022年（令和4年）1月31日現在の世帯数と人口は以下の通りである。
| 町丁   | 世帯数  | 人口  |
| ------ | ------- | ----- |
| 現川町 | 316世帯 | 667人 |

## 小・中学校の学区
市立小・中学校に通う場合、学区は以下の通りとなる。
| 番地 | 小学校               | 中学校               |
| ---- | -------------------- | -------------------- |
| 全域 | 長崎市立高城台小学校 | 長崎市立東長崎中学校 |

## 交通

### 鉄道
- JR九州 - 長崎本線が現川駅を通る。

### バス
- 長崎県交通局（長崎県営バス） - 長崎駅への路線
- 長崎市コミュニティバス東部線（長崎県交通局の車両・乗務員により運行） - 東長崎・矢上地区ローカル路線

## 施設
- 長崎市立高城台小学校 現川分校 跡
- 琴平神社